# کمالپاشا
کمالپاشا (به ترکی استانبولی: Kemalpaşa) یک منطقهٔ مسکونی در ترکیه است که در استان ازمیر واقع شده‌است.

## خواهرخوانده
شهرهای Kamëz، کافادارچی و ارزروم خواهرخوانده‌های کمالپاشا هستند.